# ムスタファ・ザザイ
ムスタファ・ザザイ（Mustafa Zazai、1993年5月9日 - ）は、アフガニスタン・カブール出身のサッカー選手。アフガニスタン代表。ポジションはMF。

## クラブ歴

### ユース
ユース時代からドイツのクラブで過ごし、ハンブルガーSV、SCコンコルディア・ハンブルク、VfBリューベックのユースに在籍した。

### プロ
VfBリューベックではトップチームに昇格し、23試合3得点の結果を残した。彼が昇格した2012-13シーズンが終わると、FCザンクトパウリIIからオファーがあり、彼はこのオファーを受け入れた。主に攻撃的ミッドフィールダーとして起用され、初シーズンは24試合1得点の結果を残した  。

## 代表歴
AFCチャレンジカップ2014に参加するアフガニスタン代表に選出された。

## 個人成績
2016年1月3日現在

### クラブ
| 2012-13 | リューベック     |        | レギオナル | 15 | 0 | 0 | 0 | 15 | 0 |
| 2013-14 | ザンクトパウリII |        | レギオナル | 24 | 1 | - | - | 24 | 1 |
| 2014-15 | ザンクトパウリII | 10     | レギオナル | 20 | 1 | - | - | 20 | 1 |
| 2015-16 | ザンクトパウリII | 10     | レギオナル | 8  | 1 | - | - | 8  | 1 |
| 通算    | ドイツ           | ドイツ | レギオナル | 67 | 3 | 0 | 0 | 67 | 3 |
| 総通算  | 総通算           | 総通算 | 総通算     | 67 | 3 | 0 | 0 | 67 | 3 |

### 代表
代表での得点一覧
| 日附           | 場所                                           | 対戦相手   | 得点 | 結果 | 大会                                   |
| -------------- | ---------------------------------------------- | ---------- | ---- | ---- | -------------------------------------- |
| 2015年6月16日  | プノンペン・プノンペン・オリンピックスタジアム | カンボジア | 1-0  | 1-0  | 2018 FIFAワールドカップ・アジア2次予選 |
| 2015年11月12日 | テヘラン・タフティ・スタジアム                 | カンボジア | 1-0  | 3-0  | 2018 FIFAワールドカップ・アジア2次予選 |